# Piran (związek chemiczny)
Piran – organiczny związek chemiczny z grupy nienasyconych eterów cyklicznych o sześcioczłonowym pierścieniu heterocyklicznym. Może tworzyć dwa izomery, różniące się układem wiązań podwójnych:
| Nazwa             | 2H-Piran | 4H-Piran |
| ----------------- | -------- | -------- |
| Inne nazwy        | α-piran  | γ-piran  |
| Wzór strukturalny | 2H-Piran | 4H-Piran |

## Budowa
Z powodu występowania w piranie jednego atomu węgla o hybrydyzacji sp³, nie jest on związkiem aromatycznym. Charakter aromatyczny ma natomiast kation piryliowy powstający w wyniku oderwania jonu wodorkowego z grupy CH2 dowolnego piranu, np. w wyniku działania na 4H-piran tetrafluoroboranem trytylu, Ph

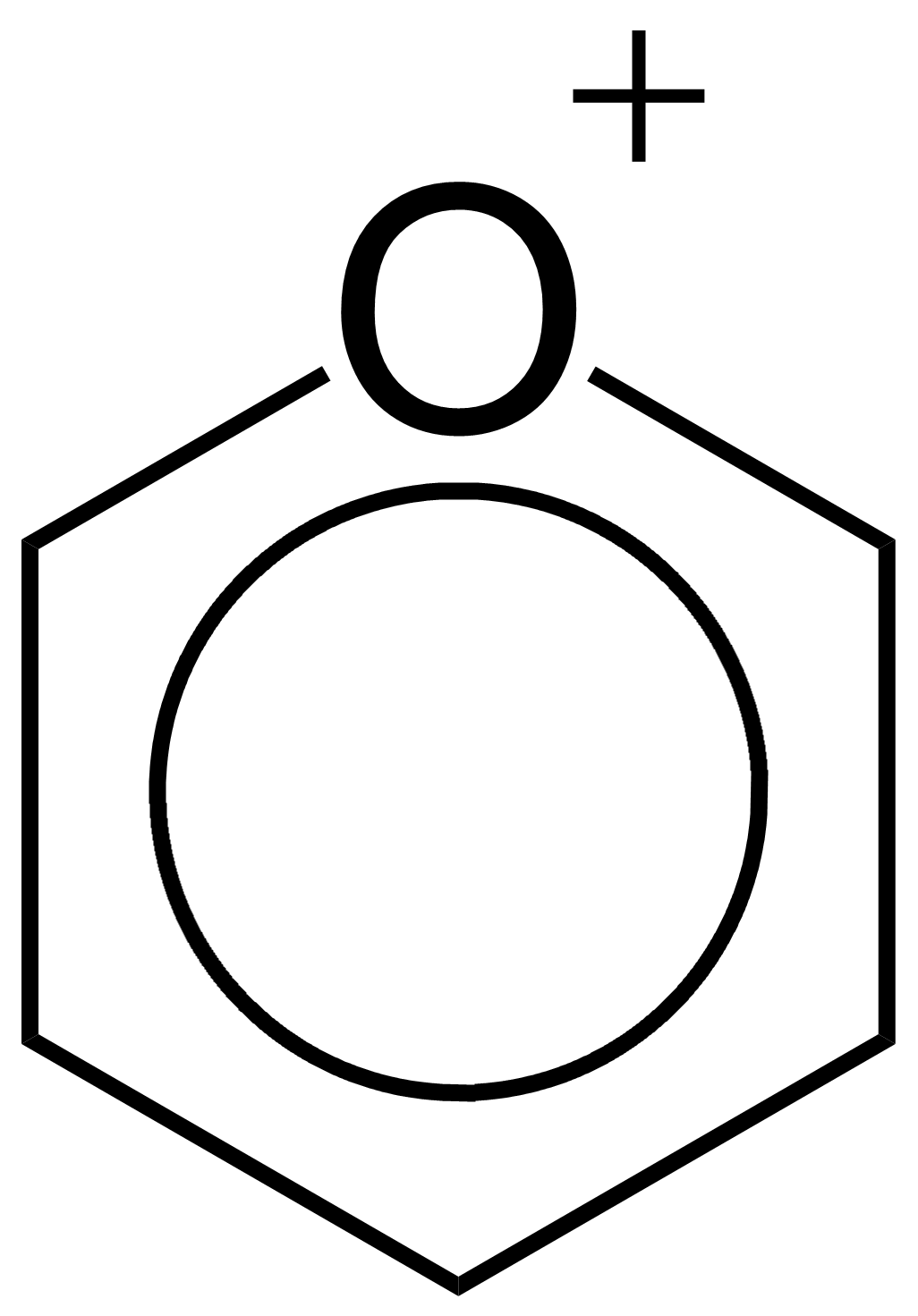
Kation piryliowy

3C+
BF−
4.

## Nazewnictwo systematyczne
Nazwa piranu wg systematycznego nazewnictwa związków heterocyklicznych Hantzscha-Widmana brzmi oksyna, jednak nie jest ona zalecana, gdyż jest ona stosowana jako nazwa zwyczajowa 8-chinolu (8-hydroksychinoliny).